# Meiophisis
Meiophisis is een geslacht van rechtvleugeligen uit de familie sabelsprinkhanen (Tettigoniidae). De wetenschappelijke naam van dit geslacht is voor het eerst geldig gepubliceerd in 1992 door Jin.

## Soorten
Het geslacht Meiophisis omvat de volgende soorten:
- Meiophisis cardiopennis Jin, 1992
- Meiophisis enarotali Gorochov, 2012
- Meiophisis likkaldin Rentz, 2001
- Meiophisis micropennis Jin, 1992
- Meiophisis pyramipennis Jin, 1992
- Meiophisis unguipennis Jin, 1992